# Влада Адолфа Хитлера
Влада Адолфа Хитлера успостављена је 30. јануара 1933. када је Адолф Хитлер изабран за канцелара и била је на власти све до априла 1945.
Ова се влада изворно састојала од коалиције НСДАП-а, која тада још није имала већину у парламенту, ДНВП-а и још од неколико десничарских независних посланика у парламенту.
Ова влада је изгубила подршку комуниста (комунисти су тада били друга најјача странка у Немачкој), када су нацисти спалили Рајхстаг, 27. фебруара 1933. године. Затим су одржани избори (5. марта 1933). Након тих избора, НСДАП и ДНВП, имали су довољно посланика да стекну већину у парламенту. Парламент је донео нови Закон о овлашћењима, и тај закон је омогућио Хитлеру да преузме четворогодишњу диктатуру. Хитлер је од тада могао да донесе било који закон, без одобравања парламента. Затим је НСДАП раскинула коалицију са ДНВП, а Адолф Хитлер је званично постао Фирер.

## Влада
Хитлерова влада је за 12 година власти доживела многе промене. Влада се састојала од 11 чланова из НСДАП и ДНВП, и из неколико ванстраначких личности. Касније су чланови владе били углавном чланови НСДАП-а, с тим да су се појављивали и ванстраначки људи које је Хитлер сматрао способнима.

### Састав владе (30. јануар1933)
| Вршилац дужности | Вршилац дужности      | Дужност                       | Странка      |
| ---------------- | --------------------- | ----------------------------- | ------------ |
|                  | Адолф Хитлер          | Канцелар                      | НСДАП        |
|                  | Франц фон Папен       | Вицеканцелар                  | Ванстраначки |
|                  | Константин фон Нојрат | Министар иностраних послова   | Ванстраначки |
|                  | Др Вилхелм Фрик       | Министар унутрашњих послова   | НСДАП        |
|                  | Лутз Граф фон Кросигк | Министар финансија            | Ванстраначки |
|                  | Др Алфред Хугенберг   | Министар привреде и прехране  | ДНВП         |
|                  | Франц Селдете         | Министар рада                 | Ванстраначки |
|                  | Др Франц Гунтер       | Министар правде               | ДНВП         |
|                  | Вернер фон Бломберг   | Министар одбране              | Ванстраначки |
|                  | Паул Елтз вон Рубенс  | Министар промена и транспорта | Ванстраначки |
|                  | Херман Геринг         | Министар без портфеља         | НСДАП        |

## Каснији састав владе (1933—1945)
| Дужност                                                                                    | Вршилац дужности | Вршилац дужности                                                                   | Странка                          |
| ------------------------------------------------------------------------------------------ | ---------------- | ---------------------------------------------------------------------------------- | -------------------------------- |
| Канцелар (од 2. августа 1934. „Фирер и канцелар“)                                          |                  | Адолф Хитлер                                                                       | НСДАП                            |
| Вице-канцелар                                                                              |                  | Франц фон Папен до 7. августа 1934.                                                | Ванстраначки                     |
| Министар спољних послова                                                                   |                  | Константин фон Нојрат до 5. фебруара 1938.                                         | Ванстраначки                     |
| Министар спољних послова                                                                   |                  | Јоахим фон Рибентроп од 5. фебруара 1938.                                          | НСДАП                            |
| Министар унутрашњих послова                                                                |                  | Др Вилхелм Фрик до 24. августа 1943.                                               | НСДАП                            |
| Министар унутрашњих послова                                                                |                  | Хајнрих Химлер од 24. августа 1943.                                                | НСДАП                            |
| Министар финансија                                                                         |                  | Луц Граф Шверин фон Крозик                                                         | Ванстраначки                     |
| Министар привреде                                                                          |                  | Др Алфред Хугенберг од 29. јуна 1933.                                              | ДНВП                             |
| Министар привреде                                                                          |                  | Курт Шмит од 29. јун 1933. do 3. августа 1934.                                     | Ванстраначки                     |
| Министар привреде                                                                          |                  | Др Хјалмар Шахт од 3. августа 1934. до 26. новембра 1937.                          | Ванстраначки                     |
| Министар привреде                                                                          |                  | Херман Геринг од 26. новембра 1937. до 15. јануара 1938.                           | НСДАП                            |
| Министар привреде                                                                          |                  | Др Валтер Функ од 5. фебруара 1938.                                                | НСДАП                            |
| Министар рада                                                                              |                  | Франц Зелте                                                                        | Stahlhelm од априла 1933.: НСДАП |
| Министар правде                                                                            |                  | Др Франц Гиртнер преминуо 29. јануара 1941.                                        | ДНВП                             |
| Министар правде                                                                            |                  | Повереник за информације Франц Шлегелбергер од фебруара 1941. до 24. августа 1942. | НСДАП                            |
| Министар правде                                                                            |                  | Ото Георг Тирак од 24. августа 1942.                                               | НСДАП                            |
| Министар одбране од 23. јуна 1935.: Министар рата укинуто 5. фебруара 1938.                |                  | Вернер фон Бломберг до 5. јуна 1938.                                               | Ванстраначки                     |
| Начелник Врховне команде Вермахта од 5. фебруара 1938.                                     |                  | Вилхелм Кајтел                                                                     | Ванстраначки                     |
| Министар за пошту и транспорт                                                              |                  | Паул фон Елц-Рибенах до 2. фебруара 1937.                                          | Ванстраначки                     |
| Министар за пошту и транспорт                                                              |                  | Др инж. Вилхелм Онезорге од 2. фебруара 1937.                                      | НСДАП                            |
| Министар саобраћаја                                                                        |                  | Паул фон Елц-Рибенах до 2. фебруара 1937.                                          | Ванстраначки                     |
| Министар саобраћаја                                                                        |                  | Јулиус Хајнрих Дорпмилер од 2. фебруара 1937.                                      | НСДАП                            |
| Министар прехране                                                                          |                  | Др Алфред Хугенберг до 29. јуна 1933.                                              | ДНВП                             |
| Министар прехране                                                                          |                  | Рихард Валтер Даре 29. јуна 1933. до 23. маја 1942.                                | НСДАП                            |
| Министар прехране                                                                          |                  | Херберт Баке од 23. маја 1942.                                                     | НСДАП                            |
| Министар народне просвете и пропаганде од 13. марта 1933.                                  |                  | Др Јозеф Гебелс                                                                    | НСДАП                            |
| Министар авијације од 5. маја 1933.                                                        |                  | Херман Геринг до 24. априла 1945.                                                  | НСДАП                            |
| Министар науке, васпитања и образовања од 1. маја 1934.                                    |                  | Бернард Руст                                                                       | НСДАП                            |
| Министар за верска питања од 16. јула 1935.                                                |                  | Ханс Керл преминуо 12. децембра 1941.                                              | НСДАП                            |
| Министар за верска питања од 16. јула 1935.                                                |                  | Државни секретар Херман Мус од децембра 1941.                                      | НСДАП                            |
| Министар наоружања од 17. марта 1940. од 2. јуна 1943.: Министар опреме и ратне производње |                  | Др Фриц Тот преминуо 8. фебруара 1942.                                             | НСДАП                            |
| Министар наоружања од 17. марта 1940. од 2. јуна 1943.: Министар опреме и ратне производње |                  | Алберт Шпер од 8. фебруара 1942.                                                   | НСДАП                            |
| Министар за источне територије од 17. новембра 1941.                                       |                  | Алфред Розенберг                                                                   | НСДАП                            |
| „Немачки државни министар за Чешку и Моравску“ од 20. септембра 1943.                      |                  | Карл Херман Франк                                                                  | НСДАП                            |
| Министар без портфеља од 5. фебруара 1938.: Reichsminister                                 |                  | Херман Геринг 30. јануара 1933. до 28. априла 1933.                                | НСДАП                            |
| Министар без портфеља од 5. фебруара 1938.: Reichsminister                                 |                  | Ернст Рем, шеф СА 1. децембра 1933. до његовог убиства 30. јуна 1934.              | НСДАП                            |
| Министар без портфеља од 5. фебруара 1938.: Reichsminister                                 |                  | Рудолф Хес, Фиреров заменик 1. децембра 1933. do 10. маја 1941.                    | НСДАП                            |
| Министар без портфеља од 5. фебруара 1938.: Reichsminister                                 |                  | Ханс Керл 16. априла 1934. до 18. јула 1935.                                       | НСДАП                            |
| Министар без портфеља од 5. фебруара 1938.: Reichsminister                                 |                  | Др Ханс Франк од 19. децембра 1934.                                                | НСДАП                            |
| Министар без портфеља од 5. фебруара 1938.: Reichsminister                                 |                  | Др Хјалмар Шахт 26. новембра 1937. до 22. јануара 1943.                            | Нестраначки                      |
| Министар без портфеља од 5. фебруара 1938.: Reichsminister                                 |                  | Др Ото Мајснер , шеф седишта странке од 1. децембра 1937.                          | НСДАП                            |
| Министар без портфеља од 5. фебруара 1938.: Reichsminister                                 |                  | Др Ханс Хајнрих Ламерс, шеф рејхсканцеларије од 1. децембра 1937.                  | НСДАП                            |
| Министар без портфеља од 5. фебруара 1938.: Reichsminister                                 |                  | Др Артур Зајс-Инкварт од 1. маја 1939.                                             | НСДАП                            |
| Министар без портфеља од 5. фебруара 1938.: Reichsminister                                 |                  | Мартин Борман, шеф седишта странке од 1941. еквивалент министру                    | НСДАП                            |
| Министар без портфеља од 5. фебруара 1938.: Reichsminister                                 |                  | Др Вилхелм Фрик, Протектор Чешке и Моравске od 24. август 1943.                    | НСПАД                            |